# José Armenteros
José Armenteros, né le 13 décembre 1992, est un judoka cubain en activité évoluant dans la catégorie des moins de 100 kg.

## Biographie
Aux Championnats du monde de judo 2014 à Tcheliabinsk, il remporte la médaille d'argent s'inclinant en finale face au Tchèque Lukáš Krpálek.

## Palmarès
| Année | Compétition                | Lieu         | Résultat | Catégorie       |
| ----- | -------------------------- | ------------ | -------- | --------------- |
| 2013  | Championnats panaméricains | San José     | 2e       | Moins de 100 kg |
| 2014  | Championnats du monde      | Tcheliabinsk | 2e       | Moins de 100 kg |